# بنو كلب
بنو كلب قبيلة عربية من قضاعة.

## الشرارات
قبيلة الشرارات قبيلة عريقة من أكبر قبائل شمال شبه الجزيرة العربية[وفقًا لِمَن؟] تنتسب إلى قبيلة كلب القحطانية.

## نسبهم
هم بنو كلب بن وبرة بن تغلب بن حلوان بن عمران بن الحافي بن قضاعة.

## القبائل المشابهة لهم بالاسم
- بنو كلب بن عوف من قبيلة بني كنانة
- قبيلة أكلب بن ربيعة

## تاريخهم
كانت قبيلة كلب تسيطر على بادية السماوة لا يخالطهم فيها أحد وكانت كلب أقوى قبيلة في العصر الأموي حيث كانت تسيطر على الطرق المؤدية للشام، وكانت لها صلات وثيقة بقريش في مكة قبل الإسلام. وبتحالف قريش مع قبيلة كلب كانت قوافلهم تسير في الشام لا يتعرض لها أحد. 
وأحيا الأمويون التحالف القديم مع قبيلة كلب فسهلت كلب للمسلمين غزو الشام والعراق. وتوثق التحالف بين كلب ومعاوية أثناء ولايته على الشام، وبسيوفهم استطاع أن يقيم ملكه. مذ كان معاوية أميرا على الشام، في خلافة عمر تزوج ابنة بحدل الكلبى أشهر زعيم لقبيلة كلب وانجب منها ابنه يزيد.

## ديار القبيلة قبل الإسلام
في معجم البلدان لياقوت الحموي، مذكور أن دومة الجندل في شمال المملكة العربية السعودية حالياهي عاصمة كلب، دومة الجندل بضم أوله وفتحه. وقد جاء في حديث الواقدي «دوماء الجندل» من أعمال المدينة، سميت بدوم بن إسماعيل بن إبراهيم، وقال الزجاجي دومان بن إسماعيل، وقيل: كان لإسماعيل ولد اسمه دُما ولعله مغير منه.
و قال ابن الكلبي: دوماء بن إسماعيل حتى نزل موضع دومه وبنى به حصناً فقيل دوماء ونسب الحصن إليه وهي على سبع مراحل من دمشق بينها وبين مدينة الرسول...
و قال أبو سعد: دومة الجندل في غائط من الأرض خمسة فراسخ، ومن قبل مغربه عين تثج فتسقى ما به من النخل والزرع وحصنها مارد وسميت دومة الجندل لانها حصنها مبني بالجندل.
و قال أبو عبيد السكوني: دومة الجندل حصن وقرى بين الشام والمدينة قرب جبلي طي كانت به بنو كنانة من كلب قال ودومة من القريات من وادي القرى إلى تيماء أربع ليالي والقريات: دومة وسكاكا وذو القارة فأما دومة فعليها سور يتحصن فيه وفي داخل السور حصن منيع يقال له مارد وهو حصن أكيدر بن عبد الملك الكندي 
هذا وقد أصبحت دومة الجندل من أسواق العرب في الجاهلية كانوا ينزلونها أول يوم من ربيع الأول وكان أكيدر يرعى الناس ويقوم بأمرهم إلى نصف الشهر وربما غلب على السوق بنو كلب فيعيشوهم ويتولى أمرهم يومئذ بعض رؤوساء بني كلب فتقوم سوقهم إلى آخر الشهر
و مما يذكر أنه كان إله بني كلب في الجاهلية اسمه ود في دومة الجندل مثل ما كان لبقية العرب آلهة كاللات والعزى حيث ذكروا أن ود كان لبني وبرة بدومة الجندل وسدنته بنو الفرافصة بن الأحوص بن كلب...

## قبيلة كلب في عهد الخلفاء الراشدين
1- في مطلع سنة 12 هـ شباط سنة 633 مـ، أقر الخليفة أبو بكر رضى الله عنه خطة الفتح العامة التي تتضمن الهجوم على الفرس في العراق والدفاع تجاهـ الروم في الديار الشاميه على الصورهـ التالية:- 
أ‌) يتقدم خالد بن الوليد بجيشه من اليمامة في نجد إلى جنوبي العراق.
ب‌) يواصل مثنى بن حارثة الشيباني غاراته على الحيرهـ.
جـ) يزحف عياض بن غنم بجيشه المرابط بين النباج والحجاز إلى دومة الجندل ومنها إلى المصيخ ويبدأ بفتح العراق ويلتقي بخالد بن الوليد في الحيرهـ وايهما يسبق كان اميراً على صاحبه ولكن الموقف الإستراتيجي لم يساعد جيش بن عياض فقد لازمه الفشل بعد اجتيازهـ الحدود الحجازيه.فلم يكد يصل إلى دومة الجندل حتى حاصرته قبائل بهراء وكلب وغسان وبقي محاصراً في دومة الجندل نفسها فاستنجد بخالد بن الوليد برساله يطلب منه الاستعجال بنجدته وخلاص جيشه فأجابه خالد برساله مختصرهـ جاء فيها:
من خالد إلى عياض: إياك اريد ! لبث قليلاً تأتك الحلائب، يحملن أساداً عليها القائب، كتائب يتبعها كتائب. وفي الطبري (يحملن أساداً عليها القاشب) وترك خالد بن الوليد في عين تمر والتي سبق ان فتحها بالعراق حاميه صغيرهـ وتوجه قاصداً دومة الجندل فوصل في وقت كلن فيه عياض محاصراً بالقبائل ولم يطل به كثيراً حتى استطاع التغلب على تلك القبائل.
ويروي الطبري في تاريخه انه لما بلغهم دنو خالد وكانوا على رئيسين أكيدر بن عبد الملك والجودي بن ربيعه اختلفوا فقال اكيدر انا اعلم الناس بخالد لاحد أيمن طائراً منه ولا أحد في حرب ولايرى وجه خالد قومً ابداً قلوا أو كثروا الا انهزموا عنه فأطيعوني وصالحوا القوم فأبوا عليه وقال له لن أمالئكم على حرب خالد فشأنكم، فخرج لطيته وبلغ ذلك خالد فبعث عاصم بن عمرو معارضاً له، فأخذه واتى به إلى خالد فضُربت عنقه ومضى خالد حتى نزل على أهل دومه وعليهم الجودي بن ربيعه ووديعه الكلبي وابن رومانس الكلبي وابن الايهم وابن الحدرجان فجعل خالد دومه بينه وبين عسكر عياض ودارت بينهم معارك فهزم الله الجودي بن بن ربيعة ووديعه على يد خالد وهزم عياض من يليه وخلع خالد حصن الباب واقتحموا عليهم فقتلوا المقاتلة وسبوا الشرخ ودعا بالأسرى فضرب اعناقهم الا اساري كلب فإن عاصم وبني تميم قالوا قد أمناهم فأطلقهم خالد ثم أقام خالد بدومة الجندل ورد الاقرع إلى الانبار.
2- في سنة 13 هـ أمر أبو بكر رضى الله عنه خالد بن الوليد بالمسيرة إلى الشام من العراق فسار خالد فلما وصل قراقر وهو ماء لكلب اغار على اهلها واراد ان يسير مفوزاً إلى سوى وهو ماء لبهراء بينهما خمس ليالٍ فلم يهتد فالتمس دليلاً فدل على رافع بن عميره الطائي فقال له في ذلك: فقال رافع: انك لن تطيق ذلك بالخيل والاثقال فوالله ان الراكب المفرد يخافه على نفسه وما يسلكها الا مغرور انها لخمس جياد لايصاب فيها ماء مع مظلتها فقال له خالد: ويحـك انه لابد لي من ذلك لا اخرج من وراء جموع الروم لئلا تحبسني عن غياث المسلمين فأمر صاحب كل جماعه ان يأخذ الماء للشعبه لخمس، وان يعطش من الإبل الشرف مايكتفي به ثم يسقوها عللاً بعد نهل، والعلل الشربة الثانية والنهل الشربة الأولى ثم يصر اذان الإبل ويشد مشافرها لئلا تجتر ثم ركبوا من قراقر فلما ساروا يوماً وليله شقوا لعدهـ من الخيل بطون عشره من الإبل فمزجوا ماء في كروشها بما كان من الالبان وسقوا الخيل ففعلوا ذلك أربعة أيام فلما خشي خالد على اصحابه في اخر يوم من المفازة قال لرافع بن عمير ويحك يارافع ماعندك قال ادركت الرى ان شاء الله فلما دنا من العلمين قال للناس انظروا هل ترون شجرة عوسج كقعدة الرجل فقالوا مانراها فقال: ان لله وان اليه راجعون هلكتم والله وهلكت معهم وكان ارمد فقال انظروا ويحكم فنظروا فرأوها قد قطعت وبقي منها بقيه فلما رأوها كبروا فقال رافع احفروا في اصلها فاستخرجوا عيناً فشربوا حتى روى الناس فاتصلت بعد ذلك لخالد المنازل فقال رافع والله ماوردت هذا الماء قط الا مره واحده مع ابي وانا غلام، فقال شاعر:
وقراقر هذه التي ذكرت في القصة السابقة هي ماء لكلب أشهر مناهل وادي السرحان ويظهر ان الاسم قديماً يطلق على الوادي اما الآن فيطلق على موضع يدعى جو قراقر وفيه منهل للباديه أبار، يقع شمال الجفيرات وشرق شمال عين البيضاء وجنوب شرق سمرا قصيبا ويقع جو قراقر في الجانب الشرقي للوادي { الدرجة 12 / 37 طولاً شرقياً وَ 15 /31 عرضاً شمالياً } ويبعد عن النبك 43 كيلاً.

## شخصيات من كلب
- زيد بن حارثة
- أسامة بن زيد
- أسامة بن منقذ
- ميسون بنت بحدل
- نائلة بنت الفرافصة
- دحية بن خليفة الكلبي
- عنبسة بن سحيم الكلبي
- حسان بن مالك الكلبي
- حميد بن حريث الكلبي
- حنظلة بن صفوان
- الحسام بن ضرار الكلبي
- عبد الرحمن بن عبد الله بن سيد الكلبي
- هشام ابن الكلبي
- يحيى بن سلامة الكلبي
- ابن جزي الكلبي
- عبد الله بن عمير الكلبي
- زهير بن جناب الكلبي
- أبو ثور الكلبي
- بحدل بن أنيف الكلبي
- امرؤ القيس بن الأصبغ الكلبي
- ابن دحية الكلبي
- سفيان بن الأبرد الكلبي
- عبد الرحمن بن سليم الكلبي